# Mozilla Corporation

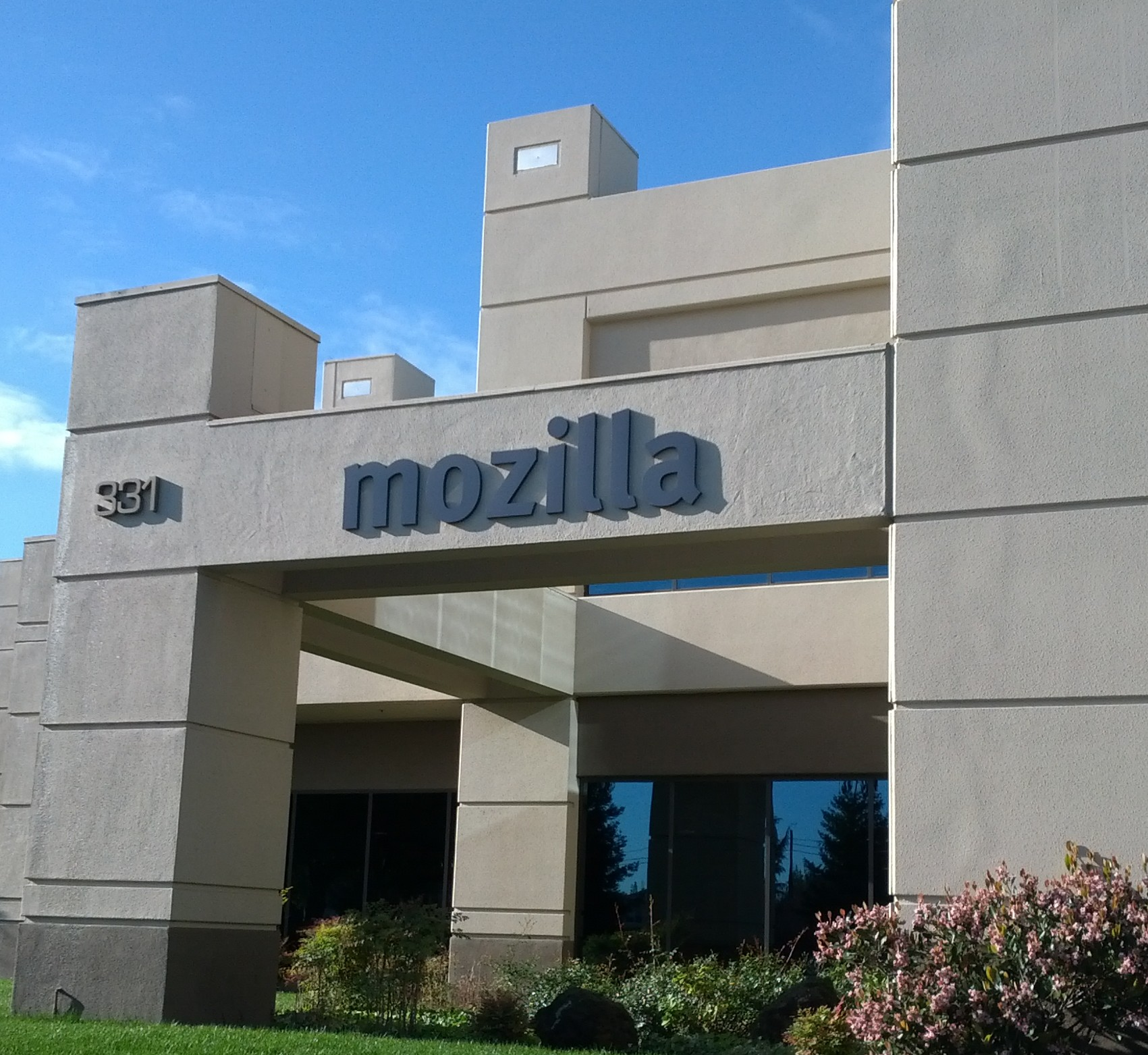
Biuro Mozilla Corporation i Mozilla Foundation w Mountain View

Mozilla Corporation – przedsiębiorstwo powołane do życia 3 sierpnia 2005 przez Mozilla Foundation, którego celem jest finansowe wspieranie fundacji. Jego CEO jest Chris Beard. Siedziba przedsiębiorstwa mieści się w Mountain View w Kalifornii, pod tym samym adresem co Mozilla Foundation.
Według niektórych źródeł firma ta została stworzona po to, żeby uniknąć ewentualnych problemów z fiskusem w związku z przyjmowaniem dużych kwot od sponsorów (głównie od Google z powodu np. ustawienia wyszukiwarki tej firmy jako domyślną wyszukiwarkę w sztandarowym produkcie korporacji – przeglądarce Firefox).